# Sondra Radvanovsky
Sondra Radvanovsky (Berwyn, 11 aprile 1969) è un soprano statunitense.

## Biografia
All'età di 11 anni si trasferisce a Richmond.
Ha studiato all'University of Southern California ed all'University of California, Los Angeles proseguendo al Tanglewood Music Center ed al Conservatorio dell'University of Cincinnati.
Nel 1995 partecipa al National Council Winners Concert del Metropolitan Opera House di New York.
Al Metropolitan debutta nel dicembre 1996 come la Contessa di Ceprano in Rigoletto con Carlo Rizzi e Leo Nucci seguita nel 1997 dalla Sacerdotessa in Aida con Stefania Toczyska, Sherrill Milnes e Eric Halfvarson e Kate Pinkerton in Madama Butterfly con Alan Opie.
Nel 1998 al Met è Antonia/Stella in Les contes d'Hoffmann diretta da Simone Young con Sumi Jo, Dorotea in Stiffelio diretta da James Levine con Plácido Domingo, Paul Plishka e Charles Anthony Caruso, Leonora ne Il trovatore con Fabio Armiliato e Micaela in Carmen con Gino Quilico.
Nel 1999 al Met è Serving Woman in Elettra diretta da Levine con Deborah Voigt e Hanna Schwarz e Alcmene/Snow Owl nella prima di the CIVIL warS: A Tree Is Best Measured When It Is Down di Philip Glass diretta da Dennis Russell Davies con l'American Composers Orchestra, il coro della Morgan State University, Laurie Anderson e Denyce Graves al Teatro dell'Opera di Roma e a New York.
Nel 2000 al Met è Gutrune ne Il crepuscolo degli dei diretta da Levine con Jane Eaglen, Halfvarson e Ekkehard Wlaschiha, Freia in Das Rheingold diretta da Levine con James Morris, Philip Langridge e Halfvarson e Musetta ne La bohème con Marcello Giordani e a San Diego Leonora ne Il trovatore.
Nel 2001 debutta all'Opéra National de Paris come Marguerite in Faust con Ferruccio Furlanetto ed al Met è Violetta ne La traviata e Luisa Miller diretta da Levine con Plishka.
Nel 2002 debutta all'Opera di Chicago come Susannah di Carlisle Floyd diretta da Julius Rudel con Samuel Ramey ed Anthony Dean Griffey e a Bilbao come Leonora ne Il trovatore.
Nel 2003 al Met è Donna Anna in Don Giovanni diretta da Sylvain Cambreling con Peter Mattei, Furlanetto, Anna Netrebko e Kurt Moll e a Parigi Elena ne I vespri siciliani diretta da James Conlon e Leonora ne Il trovatore con Dolora Zajick, Roberto Alagna ed Orlin Anastassov.
Nel 2004 al Met è Elena ne I vespri siciliani diretta da Frédéric Chaslin con Nucci e Ramey e a San Diego Elisabetta di Valois in Don Carlo con Sergej Larin e Furlanetto.
Nel 2005 al Met è Elisabetta di Valois in Don Carlo diretta da Fabio Luisi con Furlanetto e Paata Burchuladze, Roxane in Cyrano de Bergerac (opera) con Domingo e Rosalinde in Die Fledermaus con Bo Skovhus e a Bilbao Rusalka (Dvořák).
Nel 2006 debutta al Royal Opera House, Covent Garden di Londra come Roxane in Cyrano de Bergerac diretta da Mark Elder con Domingo, al Wiener Staatsoper come Elena ne I vespri siciliani diretta da Luisi con Nucci e Roberto Scandiuzzi e a Chicago è Leonora ne Il trovatore diretta da Bruno Bartoletti con Vincenzo La Scola e la Zajick.
Nel 2007 a Londra è Lina in Stiffelio diretta da Elder con José Cura e Roberto Frontali.
Nel 2008 debutta al Teatro alla Scala di Milano come Roxane nella prima di Cyrano de Bergerac con Domingo, Pietro Spagnoli e Claudio Sgura ed al Met è Elvira in Ernani diretta da Roberto Abbado con Giordani, Thomas Hampson e Furlanetto.
Nel 2009 debutta al San Francisco Opera come Leonora ne Il trovatore diretta da Nicola Luisotti con Dmitri Hvorostovsky e Marco Berti cantato anche a Londra diretta da Rizzi con Hvorostovsky ed Alagna e a Chicago Elvira in Ernani diretta da Renato Palumbo con Salvatore Licitra e Giacomo Prestia.
Nel 2010 debutta in Arena di Verona come Leonora ne Il trovatore con Hvorostovsky, Marcelo Álvarez e Carlo Bosi, al Met è Lina in Stiffelio diretta da Domingo con Cura, a Chicago Amelia in Un ballo in maschera diretta da Asher Fisch e a Parigi Elisabetta di Valois in Don Carlo diretta da Rizzi con Prestia e Stefano Secco.
Nel 2011 è la protagonista di Tosca al Met con Alagna e Plishka ed alla Scala nella prima.
Nel 2012 debutta al Bayerische Staatsoper come Aida diretta da Paolo Carignani ed al Met Aida con Giordani e Morris ed Amelia in Un ballo in maschera diretta da Luisi con Álvarez, Hvorostovsky e la Zajick e a Chicago Aida diretta da Palumbo con Giordani.
Nel 2013 al Met è la protagonista di Norma diretta da Riccardo Frizza con Kate Aldrich e Morris, alla Scala Amelia nella prima di Un ballo in maschera diretta da Daniele Rustioni con Álvarez e Patrizia Ciofi cantata anche a Vienna con Alagna e a Bilbao la protagonista di Maria Stuarda (opera) con Francesco Demuro.
Nel 2014 a San Francisco è Norma diretta da Luisotti con Berti e viene premiata da Opera News. 
Nel 2015 al Met è la protagonista di Anna Bolena (opera), a Vienna Aida con Franco Vassallo e a Monaco di Baviera Norma diretta da Carignani con Massimo Giordano (tenore).
Nel 2016 al Met e Maria Stuarda diretta da Frizza con Celso Albelo ed Elisabetta in Roberto Devereux con Elīna Garanča e Matthew Polenzani arrivando a 201 recite al Met, a Parigi Aida diretta da Daniel Oren con Anastassov ed Anita Rachvelishvili e a Monaco Tosca con Ambrogio Maestri. Nel 2017 inaugura la stagione del Met come protagonista in un nuovo allestimento di Norma, mentre nel 2018 è Maddalena nell'Andrea Chénier al Gran Teatre del Liceu; per la sua "La mamma morta" ottiene  una standing ovation e la Radvanovsky concede il bis. Sempre nel 2018 concede un secondo bis, questa volta dell'aria "D'amor sull'ali rosee" durante una rappresentazione de Il trovatore all'Opéra Bastille. Nel 2022 interpreta Medea al Metropolitan in occasione della prima newyorchese nell'opera di Cherubini. Sempre nel 2022 a Roma canta in Turandot nel ruolo della protagonista, sotto la direzione di Antonio Pappano a fianco di Jonas Kaufmann.
Vive a Toronto con il marito e dal 2016 ha la cittadinanza canadese.

## Repertorio
| Repertorio operistico | Repertorio operistico   | Repertorio operistico |
| --------------------- | ----------------------- | --------------------- |
| Ruolo                 | Titolo                  | Compositore           |
| Rossana               | Cyrano de Bergerac      | Alfano                |
| Imogene               | Il pirata               | Bellini               |
| Norma                 | Norma                   | Bellini               |
| Micaëla               | Carmen                  | Bizet                 |
| Elena                 | Mefistofele             | Boito                 |
| Tat'jana              | Eugenio Onegin          | Čajkovskij            |
| Lisa                  | La dama di picche       | Čajkovskij            |
| Medea                 | Medea                   | Cherubini             |
| Anna Bolena           | Anna Bolena             | Donizetti             |
| Maria Stuarda         | Maria Stuarda           | Donizetti             |
| Elisabetta I          | Roberto Devereux        | Donizetti             |
| Rusalka               | Rusalka                 | Dvořák                |
| Susannah              | Susannah                | Floyd                 |
| Maddalena di Coigny   | Andrea Chénier          | Giordano              |
| Alcmane               | The civil wars          | Glass                 |
| Marguerite            | Faust                   | Gounod                |
| Donna Anna            | Don Giovanni            | Mozart                |
| Antonia Stella        | I racconti di Hoffmann  | Offenbach             |
| Manon Lescaut         | Manon Lescaut           | Puccini               |
| Mimì Musetta          | La bohème               | Puccini               |
| Floria Tosca          | Tosca                   | Puccini               |
| Kate Pinkerton        | Madama Butterfly        | Puccini               |
| Suor Angelica         | Suor Angelica           | Puccini               |
| Turandot              | Turandot                | Puccini               |
| Rosalinde             | Il pipistrello          | Strauss, Johann       |
| Quinta ancella        | Elettra                 | Strauss, Richard      |
| Elvira                | Ernani                  | Verdi                 |
| Lady Macbeth          | Macbeth                 | Verdi                 |
| Luisa Miller          | Luisa Miller            | Verdi                 |
| Lina                  | Stiffelio               | Verdi                 |
| Contessa di Ceprano   | Rigoletto               | Verdi                 |
| Leonora               | Il trovatore            | Verdi                 |
| Violetta Valéry       | La traviata             | Verdi                 |
| Duchessa Elena        | I vespri siciliani      | Verdi                 |
| Amelia                | Un ballo in maschera    | Verdi                 |
| Elisabetta di Valois  | Don Carlo               | Verdi                 |
| Aida Sacerdotessa     | Aida                    | Verdi                 |
| Freia                 | L'oro del Reno          | Wagner                |
| Gutrune               | Il crepuscolo degli dei | Wagner                |

## Discografia
- Donizetti: Anna Bolena - The Metropolitan Opera, 2016 MetOpera
- Puccini: Tosca - The Metropolitan Opera/Sondra Radvanovsky/Marcelo Álvarez/Marco Armiliato, 2011 MetOpera
- Verdi: Arias - Constantine Orbelian/Russia Philharmonia/Sondra Radvanovsky/Moscow Academy of Choral Art, 2010 Delos
- Verdi Opera Scenes - Dmitri Hvorostovsky/Constantine Orbelian/Sondra Radvanovsky/Russia Philharmonia, 2011 Delos
- Puccini: Turandot - Pappano, Warner Classics, 2023

## DVD
- Alfano: Cyrano de Bergerac (Palau de les Arts "Reina Sofia", 2007) - Plácido Domingo, Naxos
- Bellini: Norma (Liceu, 2015) - Gregory Kunde/Renato Palumbo, C Major
- Verdi, Trovatore - Armiliato/Alvarez/Radvanovsky/Zajick, 2011 Deutsche Grammophon

## Premi
- 2014 Opera News